# Kroger St. Jude International 1996
Il Kroger St. Jude International 1996 è stato un torneo di tennis giocato sul cemento indoor.
È stata la 95ª edizione del Torneo di Memphis, che fa parte della categoria ATP World Series nell'ambito dell'ATP Tour 1996.
Si è giocato al Racquet Club di Memphis negli USA, dal 19 al 26 febbraio 1996.

## Campioni

### Singolare
Pete Sampras ha battuto in finale  Todd Martin con il punteggio di 6–4, 7–6(2)

### Doppio
Mark Knowles /  Daniel Nestor hanno battuto in finale  Todd Woodbridge /  Mark Woodforde con il punteggio di 7–6, 1–6, 6–4.